# FDGB-Pokal 1983/84
Der FDGB-Fußballpokal 1983/84 war die 33. Auflage dieses Wettbewerbes.

## Modus
Für den FDGB-Pokal 1983/84 waren 89 Mannschaften teilnahmeberechtigt. Sie setzen sich aus den 14 Teams der Oberliga-Saison 1983/84, 58 Teams der Liga-Saison 1982/83, den beiden Oberligaabsteigern von 1982/83 sowie den 15 Bezirkspokalsiegern der Vorsaison zusammen.
Ab der II. Hauptrunde griffen die Teams aus der Oberliga in den Wettbewerb ein. Die restlichen Teilnehmer dieser Runde, wurden durch die anderen Mannschaften in Ausscheidungs-, I. Haupt- und Zwischenrunde ermittelt. Gespielt wurde in einer einfachen K.-o.-Runde, in der in einem Spiel der Sieger gegebenenfalls durch Verlängerung oder schließlich durch Elfmeterschießen ermittelt wurde.

## Verlauf
Als in der II. Hauptrunde die Oberligateams in den Wettbewerb eingriffen, waren bereits alle Bezirkspokalsieger ausgeschieden. Von den 18 noch verbliebenen DDR-Liga-Mannschaften eliminierten Sachsenring Zwickau (2:0 über die BSG Chemie Leipzig) und Vorwärts Stralsund (1:0 über Union Berlin) zwei Oberligavertreter. In den beiden DDR-Liga-Duellen setzten sich Motor Babelsberg und Stahl Brandenburg durch.
Im Achtelfinale schieden alle DDR-Ligisten aus. Der Pokalverteidiger 1. FC Magdeburg schied im Viertelfinale durch ein 0:2 bei Dynamo Dresden aus, Pokalfinalist FC Karl-Marx-Stadt musste sich im Halbfinale dem BFC Dynamo mit 1:2 beugen. Das Finale war ein reines Dynamo-Duell: Dynamo Dresden – Berliner FC Dynamo.
Durch den Finalsieg gegen den Berliner FC Dynamo errang die SG Dynamo Dresden ihren fünften Pokalsieg und verhinderte das Double der Berliner.

## Spielrunden

### Ausscheidungsrunde
Die Spiele fanden am Sonnabend, 6. August 1983 um 15:00 Uhr statt.
|                                 | Ergebnis |                                  |
| ------------------------------- | -------- | -------------------------------- |
| BSG Motor Steinach              | 0:4      | BSG Motor Werdau                 |
| BSG KKW Greifswald              | 3:2      | SG Dynamo Fürstenwalde           |
| BSG Halbleiterwerk Frankfurt/O. | 1:2      | BSG Aktivist Brieske-Senftenberg |

### I. Hauptrunde
Die Spiele fanden am Sonntag, 14. August 1983 um 15:00 Uhr statt.
|                                           | Ergebnis              |                                   |
| ----------------------------------------- | --------------------- | --------------------------------- |
| BSG Motor Werdau                          | 0:2                   | BSG Chemie Buna Schkopau          |
| BSG KKW Greifswald                        | 0:3                   | BSG Post Neubrandenburg           |
| BSG Aktivist Brieske-Senftenberg          | 4:1                   | BSG Chemie Wolfen                 |
| BSG EAB 47 Berlin *                       | 1:2                   | BSG Motor Babelsberg              |
| BSG Aktivist Knappenrode-Lohsa *          | 1:4                   | BSG Fortschritt Bischofswerda     |
| BSG Wismut Pirna-Copitz *                 | 4:4 n. V. (3:1 i. E.) | BSG Aktivist Schwarze Pumpe       |
| BSG Motor Nordhausen II *                 | 1:3                   | BSG Chemie IW Ilmenau             |
| BSG Motor Eberswalde *                    | 3:2                   | BSG Lok/Armaturen Prenzlau        |
| BSG Jenapharm Jena *                      | 0:4                   | BSG Motor Rudisleben              |
| BSG Chemie Zeitz *                        | 0:3                   | BSG Glückauf Sondershausen        |
| BSG Aufbau Krumhermersdorf *              | 1:2                   | TSG Gröditz                       |
| BSG Aktivist Espenhain *                  | 1:4                   | BSG Sachsenring Zwickau           |
| BSG Aktivist Gommern *                    | 1:2                   | BSG Stahl Thale                   |
| BSG Einheit Templin *                     | 0:2                   | ASG Vorwärts Stralsund            |
| BSG Fortschritt Wittstock *               | 1:0                   | BSG Energie Cottbus               |
| ASG Vorwärts Stralsund II *               | 0:5                   | ISG Schwerin Süd                  |
| ASG Vorwärts Hagenow *                    | 2:0                   | BSG Schiffahrt/Hafen Rostock      |
| ASG Vorwärts Bad Salzungen *              | 0:2                   | BSG Motor Weimar                  |
| TSG Wismar                                | 2:0                   | SG Dynamo Schwerin                |
| BSG Hydraulik Parchim                     | 1:5                   | TSG Bau Rostock                   |
| BSG CM Veritas Wittenberge                | 2:5 n. V.             | BSG Einheit Wernigerode           |
| BSG Stahl Brandenburg                     | 5:1                   | BSG Motor Schönebeck              |
| BSG Bergmann-Borsig Berlin                | 1:5                   | BSG Chemie PCK Schwedt            |
| BSG KWO Berlin                            | 5:2                   | ASG Vorwärts Neubrandenburg       |
| BSG Stahl Blankenburg                     | 3:5                   | BSG Motor Nordhausen              |
| BSG Motor Altenburg                       | 1:3                   | BSG Wismut Gera                   |
| BSG Lokomotive Stendal                    | 0:1                   | BSG Chemie Premnitz               |
| BSG Fortschritt Neustadt                  | 3:2                   | FSV Lokomotive Dresden            |
| BSG Lokomotive Cottbus                    | 0:3                   | BSG Rotation Berlin               |
| ASG Vorwärts Plauen                       | 0:2                   | BSG Aktivist Kali Werra Tiefenort |
| BSG Motor Hermsdorf                       | 1:6                   | BSG Chemie Böhlen                 |
| BSG Motor Eisenach                        | 1:3                   | SG Dynamo Eisleben                |
| BSG Motor Suhl                            | 4:1 n. V.             | TSG Chemie Markkleeberg           |
| ASG Vorwärts Kamenz                       | 2:3                   | BSG Stahl Eisenhüttenstadt        |
| ASG Vorwärts Dessau                       | 3:1                   | BSG Stahl Hennigsdorf             |
| BSG Motor „Fritz Heckert“ Karl-Marx-Stadt | 5:1                   | TSG Ruhla                         |

### Zwischenrunde
Die Spiele fanden am Sonnabend, 3. September 1983 um 15:00 Uhr statt.
|                                   | Ergebnis              |                                           |
| --------------------------------- | --------------------- | ----------------------------------------- |
| BSG Wismut Pirna-Copitz           | 1:5                   | BSG Wismut Gera                           |
| BSG Fortschritt Wittstock         | 3:4                   | BSG Stahl Brandenburg                     |
| ASG Vorwärts Hagenow              | 0:3                   | BSG Rotation Berlin                       |
| BSG Chemie PCK Schwedt            | 4:1                   | TSG Wismar                                |
| BSG Motor Nordhausen              | 1:1 n. V. (3:4 i. E.) | TSG Gröditz                               |
| BSG Fortschritt Neustadt          | 0:2                   | BSG Chemie Böhlen                         |
| BSG Motor Babelsberg              | 5:3                   | BSG Fortschritt Bischofswerda             |
| BSG Stahl Eisenhüttenstadt        | 1:2                   | BSG Aktivist Brieske-Senftenberg          |
| BSG Sachsenring Zwickau           | 2:0                   | BSG Chemie IW Ilmenau                     |
| SG Dynamo Eisleben                | 2:3                   | BSG Motor Rudisleben                      |
| BSG Einheit Wernigerode           | 2:0                   | BSG Motor Suhl                            |
| BSG KWO Berlin                    | 1:2                   | ASG Vorwärts Dessau                       |
| BSG Aktivist Kali Werra Tiefenort | 2:3                   | BSG Motor „Fritz Heckert“ Karl-Marx-Stadt |
| ASG Vorwärts Stralsund            | 4:1 n. V.             | BSG Motor Eberswalde                      |
| BSG Stahl Thale                   | 1:0                   | BSG Motor Weimar                          |
| BSG Glückauf Sondershausen        | 2:5                   | BSG Chemie Buna Schkopau                  |
| BSG Post Neubrandenburg           | 4:1                   | TSG Bau Rostock                           |
| ISG Schwerin Süd                  | 1:2                   | BSG Chemie Premnitz                       |

### II. Hauptrunde
Die Spiele fanden am Sonnabend, 17. September 1983 um 15:00 Uhr statt.
|                                           | Ergebnis |                          |
| ----------------------------------------- | -------- | ------------------------ |
| TSG Gröditz                               | 0:1      | Hallescher FC Chemie     |
| BSG Aktivist Brieske-Senftenberg          | 0:4      | FC Vorwärts Frankfurt/O. |
| BSG Motor Rudisleben                      | 1:4      | FC Carl Zeiss Jena       |
| BSG Rotation Berlin                       | 0:6      | 1. FC Lokomotive Leipzig |
| BSG Chemie Buna Schkopau                  | 0:4      | SG Dynamo Dresden        |
| BSG Chemie Premnitz                       | 1:5      | Berliner FC Dynamo       |
| BSG Chemie Böhlen                         | 0:3      | BSG Wismut Aue           |
| BSG Wismut Gera                           | 0:3      | FC Rot-Weiß Erfurt       |
| BSG Sachsenring Zwickau                   | 2:0      | BSG Chemie Leipzig       |
| BSG Einheit Wernigerode                   | 0:2      | FC Karl-Marx-Stadt       |
| ASG Vorwärts Stralsund                    | 1:0      | 1. FC Union Berlin       |
| BSG Stahl Thale                           | 0:5      | 1. FC Magdeburg          |
| ASG Vorwärts Dessau                       | 0:7      | BSG Stahl Riesa          |
| BSG Chemie PCK Schwedt                    | 1:3      | Hansa Rostock            |
| BSG Motor „Fritz Heckert“ Karl-Marx-Stadt | 1:4      | BSG Motor Babelsberg     |
| BSG Stahl Brandenburg                     | 3:0      | BSG Post Neubrandenburg  |

### Achtelfinale
Die Spiele fanden am Sonnabend, 15. Oktober 1983 um 13:00 Uhr statt.
|                          | Ergebnis |                         |
| ------------------------ | -------- | ----------------------- |
| FC Rot-Weiß Erfurt       | 0:5      | SG Dynamo Dresden       |
| BSG Wismut Aue           | 4:2      | BSG Motor Babelsberg    |
| Hansa Rostock            | 1:3      | FC Karl-Marx-Stadt      |
| Berliner FC Dynamo       | 5:2      | Hallescher FC Chemie    |
| FC Vorwärts Frankfurt/O. | 4:2      | BSG Stahl Brandenburg   |
| FC Carl Zeiss Jena       | 4:1      | BSG Sachsenring Zwickau |
| 1. FC Lokomotive Leipzig | 0:2      | 1. FC Magdeburg         |
| BSG Stahl Riesa          | 3:1      | ASG Vorwärts Stralsund  |

### Viertelfinale
Die Spiele fanden am Sonnabend, 3. Dezember 1983 um 12:30 Uhr statt.
|                          | Ergebnis |                    |
| ------------------------ | -------- | ------------------ |
| BSG Wismut Aue           | 3:4      | Berliner FC Dynamo |
| SG Dynamo Dresden        | 2:0      | 1. FC Magdeburg    |
| FC Karl-Marx-Stadt       | 2:0      | BSG Stahl Riesa    |
| FC Vorwärts Frankfurt/O. | 2:3      | FC Carl Zeiss Jena |

### Halbfinale
Die Spiele fanden am Sonnabend, 28. April 1984 um 15:00 Uhr statt.
|                    | Ergebnis |                    |
| ------------------ | -------- | ------------------ |
| Berliner FC Dynamo | 2:1      | FC Karl-Marx-Stadt |
| SG Dynamo Dresden  | 3:0      | FC Carl Zeiss Jena |

### Finale

#### Statistik
| Paarung            | SG Dynamo Dresden – Berliner FC Dynamo |
| Ergebnis           | 2:1 (0:0) |
| Datum              | 26. Mai 1984 |
| Stadion            | Stadion der Weltjugend, Ost-Berlin |
| Zuschauer          | 48.000 |
| Schiedsrichter     | Wolfgang Henning (Rostock) |
| Tore               | 1:0 Dörner (81.) 2:0 Häfner (83., Elfmeter) 2:1 Troppa (85.) |
| SG Dynamo Dresden  | Bernd Jakubowski – Hans-Jürgen Dörner – Frank Schuster, Andreas Trautmann, Matthias Döschner – Reinhard Häfner, Jörg Stübner, Hans-Uwe Pilz – Torsten Gütschow (67. Lutz Schülbe), Ralf Minge, Frank Lippmann (84. Hartmut Schade) Cheftrainer: Klaus Sammer |
| Berliner FC Dynamo | Bodo Rudwaleit – Norbert Trieloff – Mario Maek, Rainer Troppa, Artur Ullrich – Frank Terletzki, Frank Rohde, Christian Backs, Bernd Schulz – Rainer Ernst, Frank Prange (70. Bernd Kubowitz) Cheftrainer: Jürgen Bogs                                        |

#### Spielverlauf

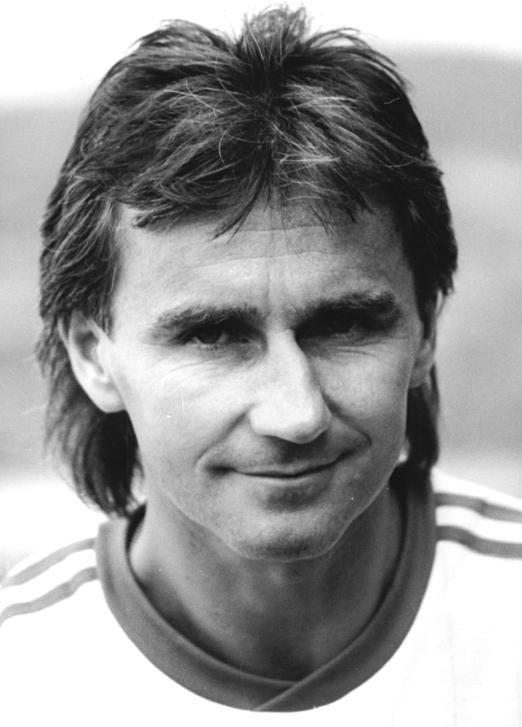
Reinhard Häfner, Schütze zum 2:0

Im 33. FDGB-Pokal-Endspiel trafen der frisch gekürte DDR-Meister BFC Dynamo und der Vizemeister Dynamo Dresden aufeinander. Beide Mannschaften gingen emotionsgeladen in das Spiel: Der BFC wollte nach zwei vergeblichen Versuchen im dritten Anlauf das Double Meister und Pokalsieger gewinnen, die Dresdner sannen auf Wiedergutmachung für die 2:4-Punktspielniederlage gegen den BFC vor zwei Wochen, die ihnen die Meisterschaft gekostet hatte. Zudem standen sich die beiden torgefährlichsten Mannschaften der abgelaufenen Oberligasaison gegenüber, der BFC hatte einen Schnitt von 2,5 Toren erreicht, Dresden war auf 2,3 Tore pro Spiel gekommen.
Entsprechend dramatisch verlief die Begegnung. Dresdens Trainer Sammer hatte seine Mannschaft auf totale Offensive eingestellt, bot drei Stürmer und ein offensives Mittelfeld auf und ließ den gelernten Stürmer Döschner in der Abwehr spielen. Beim BFC verließ sich Trainer Bogs ganz auf seinen Oberliga-Torschützenkönig Ernst und die spielstarke Viererkette im Mittelfeld. Wie geplant übernahmen die Dresdner sofort die Initiative und hatte bereits nach fünf Minuten drei Eckbälle erzwungen. In der 8. Minute musste Troppa einen Schuss des Dresdners Stübner von der Linie schlagen. Doch der BFC konnte mit präzisen Vorstößen dagegenhalten, Ernst und der junge Prange zwangen Jakubowski und Dörner zu Glanzparaden. In der Hektik des Spiels kam es auch zu etlichen Torchancen durch Patzer der Gegenspieler, so als in der 20. Minute Ernst dem Dresdner Pilz in eine günstige Schussposition brachte und kurz darauf Dresdens Trautmann seinen Gegner Ernst eine Vorlage lieferte.
Zahlreiche Latten- und Pfostenschüsse sowie gut aufgelegte Torhüter auf beiden Seiten verhinderten trotz fortlaufenden Schlagabtausches für lange Zeit einen Torerfolg. Zur Pause waren sich beide Trainer einig, wer das erste Tor erzielt, gewinnt das Spiel. Diese Prognose bewahrheitete sich spät. In der 81. Minute übernahm der Dresdner Kapitän Dörner die Ausführung eines Freistoßes, 30 Meter vom Tor entfernt. Sein scharfer Schuss an der Mauer vorbei überraschte Rudwaleit, es stand 1:0 für Dynamo Dresden. In die nachfolgenden wütenden Attacken des BFC fiel zwei Minute später der K.-o.-Schlag. Lippmann hatte sich nach einem sehenswerten Solo in den Berliner Strafraum gespielt, Terletzki konnte ihn nur regelwidrig am Torschuss hindern. Routinier Häfner ließ sich die Chance nicht entgehen und verwandelte mit einem konzentrierten Schuss zum 2:0. Obwohl Troppa nach weiteren zwei Minuten der Anschlusstreffer gelang und seine Mannschaftskameraden bis zum Schlusspfiff aufopferungsvoll um den Ausgleich kämpften, konnte Dynamo Dresden seinen knappen Vorsprung über die Zeit retten.